# تاس‌ماهی کوتوله
تاس‌ماهی کوتوله  (نام علمی: Pseudoscaphirhynchus hermanni) نام یک گونه از تیره ماهیان خاویاری است.